# 普通燕鷗

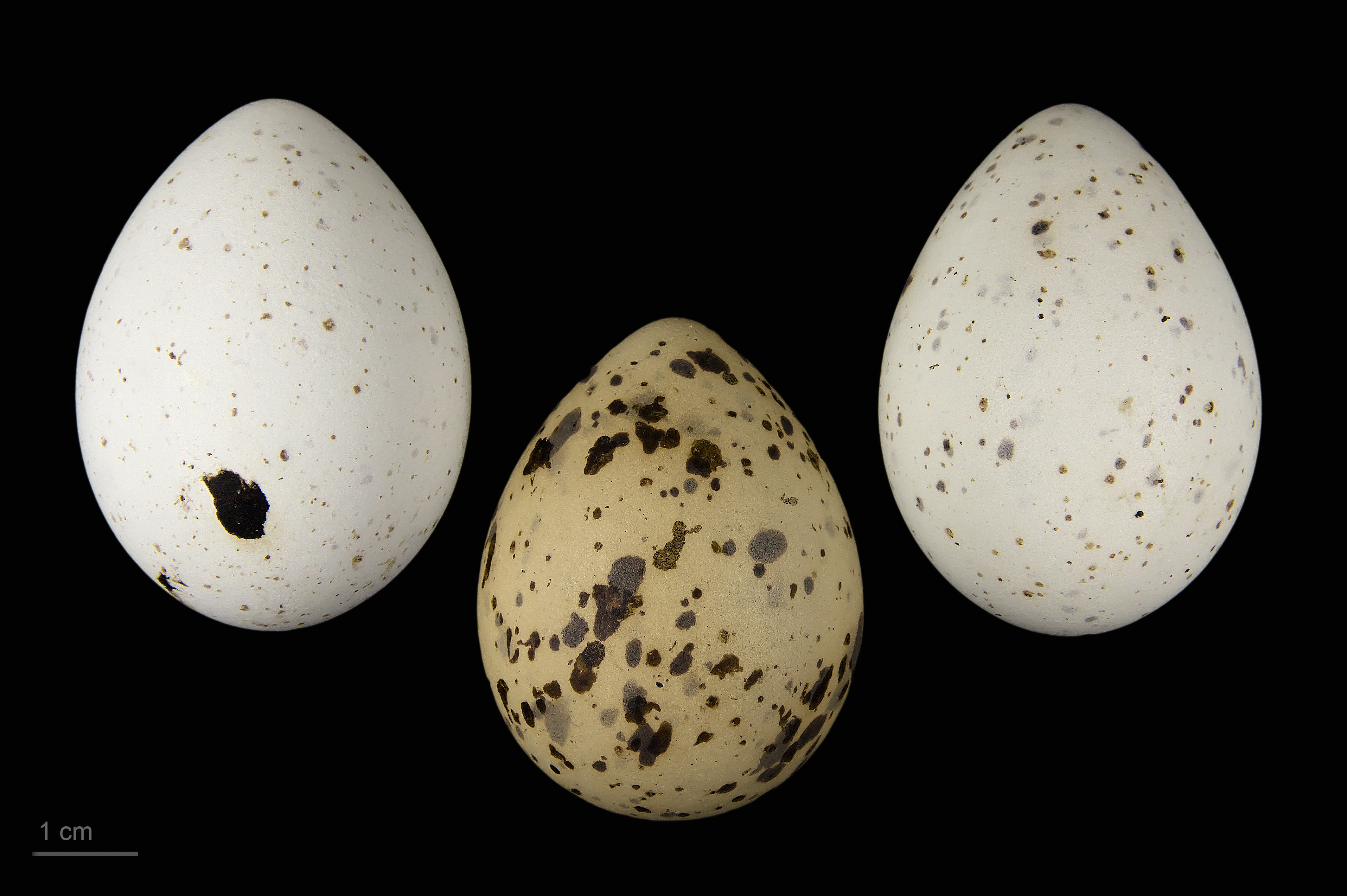
卵 Sterna hirundo hirundo

普通燕鷗（Sterna hirundo）是燕鷗科的一種海鳥。這種鳥分佈於北極及附近地區，繁殖區為北極及歐洲、亞洲和北美洲東及中部。這種鳥是候鳥，有很強的遷移性，在熱帶及亞熱帶海洋越冬。

## 外形特征
這是中等體型的鳥類，一般長約34至37公分，翼展長70至80公分。牠們很容易被人跟北極燕鷗（Sterna paradisaea）及紅燕鷗（Sterna dougalli）混為一談。
牠們尖而幼的喙呈紅色，其尖端則呈黑色，牠們的長腿亦是呈紅色的。牠們上面的冀背不是像北極燕鷗那般呈灰色，而是有一個黑色的楔狀圖案。在牠們站著時，牠們的長尾巴只延至其翼尖，而非像北極燕鷗和紅燕鷗般長於翼尖。牠們並沒有紅燕鷗的顏色那樣淡。

## 习性
在冬天，牠們的頭頂及下體均呈白色。普通燕鷗幼鳥的顏色較鮮艷，且沒有紅燕鷗那樣鱗片。
牠們的叫聲很像笛聲，相似於北極燕鷗但普通燕鷗的音調較低，且沒有北極燕鷗那麼刺耳。
普通燕鷗在海岸、海島及適合的內陸湖繁殖。牠們一次約可生二至四個蛋。像很多其他白燕鷗般，牠們在保衛鳥巢時會不惜攻擊大型的侵略者甚至是人類。
像所有燕鷗屬的燕鷗般，普通燕鷗會潛下水吃魚，不論是在海洋或淡水湖或大河流，而不同於北極燕鷗的是，牠們通常都會直接衝進水中。雄性把魚送給雌性是一種求愛的表示。普通燕鷗的壽命一般可達23歲，有時更可能會達23歲以上。
分佈在北美洲及古北界；冬季南遷到南美洲、非洲、印度洋、印度尼西亞及澳大利亞或附近地區。
在蘇格蘭古英語中，普通燕鷗稱為「pictar」，有時牠們會到了蘇格蘭和加拿大的加拿大大西洋省份。
普通燕鷗是非歐亞遷移性水鳥協定（African-Eurasian Migratory Waterbird Agreement，AEWA）所包括的鳥類之一。

## 亚种
- 普通燕鸥指名亚种（学名：Sterna hirundo hirundo）。在中国大陆， 分布于新疆等地。该物种的模式产地在瑞典。[2]
- 普通燕鸥东北亚种（学名：Sterna hirundo longipennis）。在中国大陆， 分布于内蒙古、山西、陕西、东部沿海等地。该物种的模式产地在西伯利亚。[3]
- 普通燕鸥西藏亚种（学名：Sterna hirundo tibetana）。在中国大陆， 分布于青海、甘肃、四川、西藏、河北、湖北、福建、海南等 地。该物种的模式产地在西藏。[4]

## 圖片

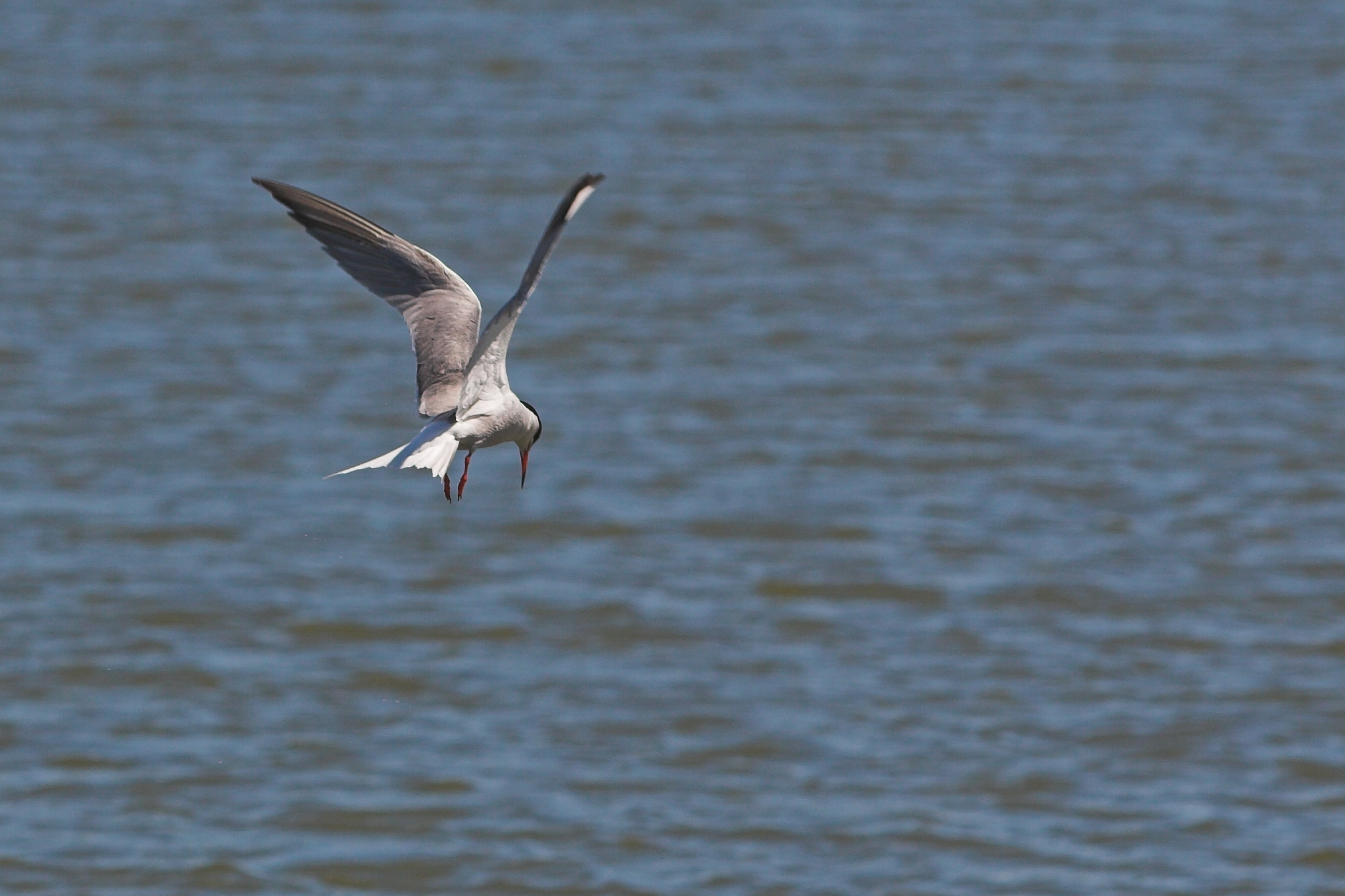
在捕食的普通燕鷗
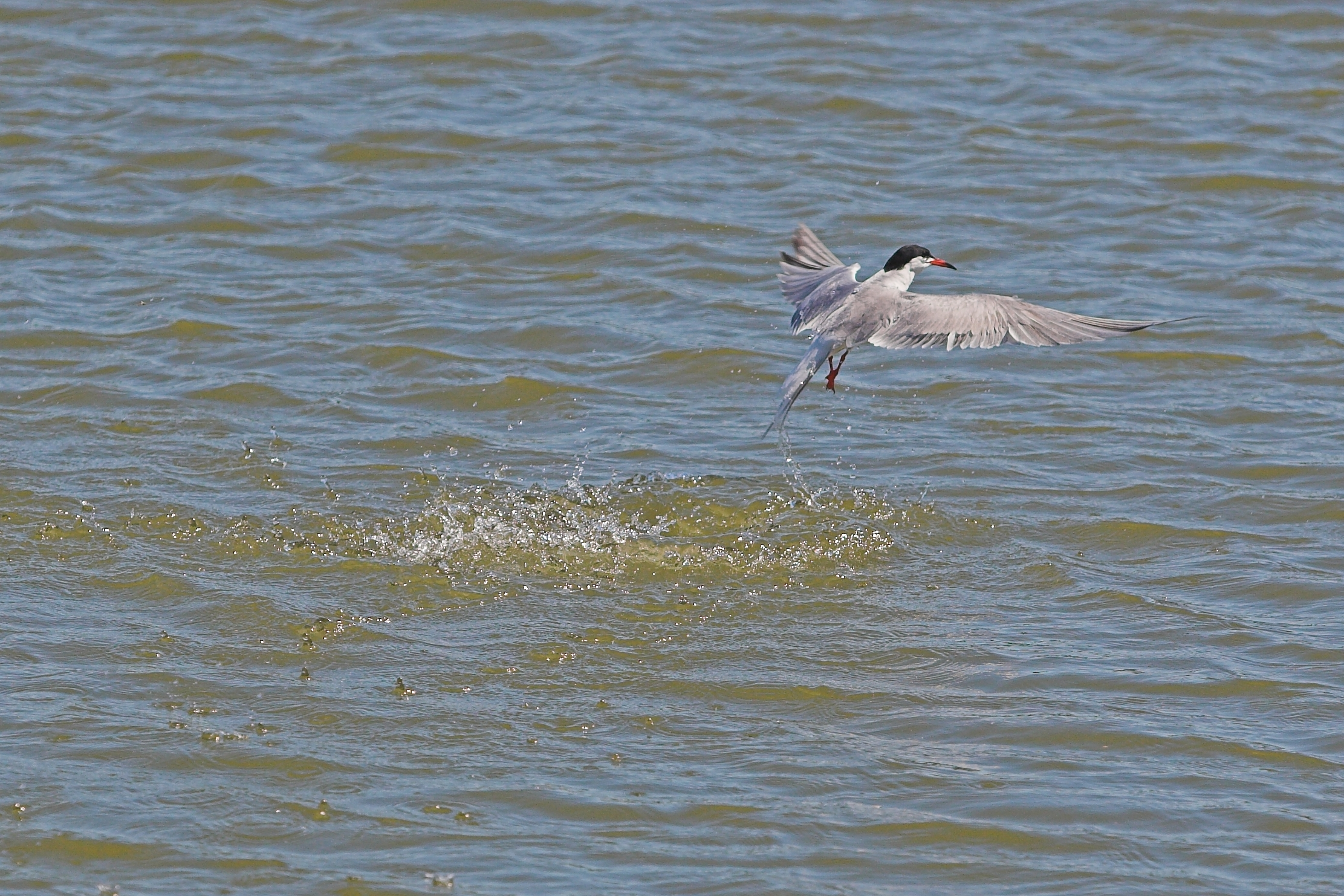
捕食失手
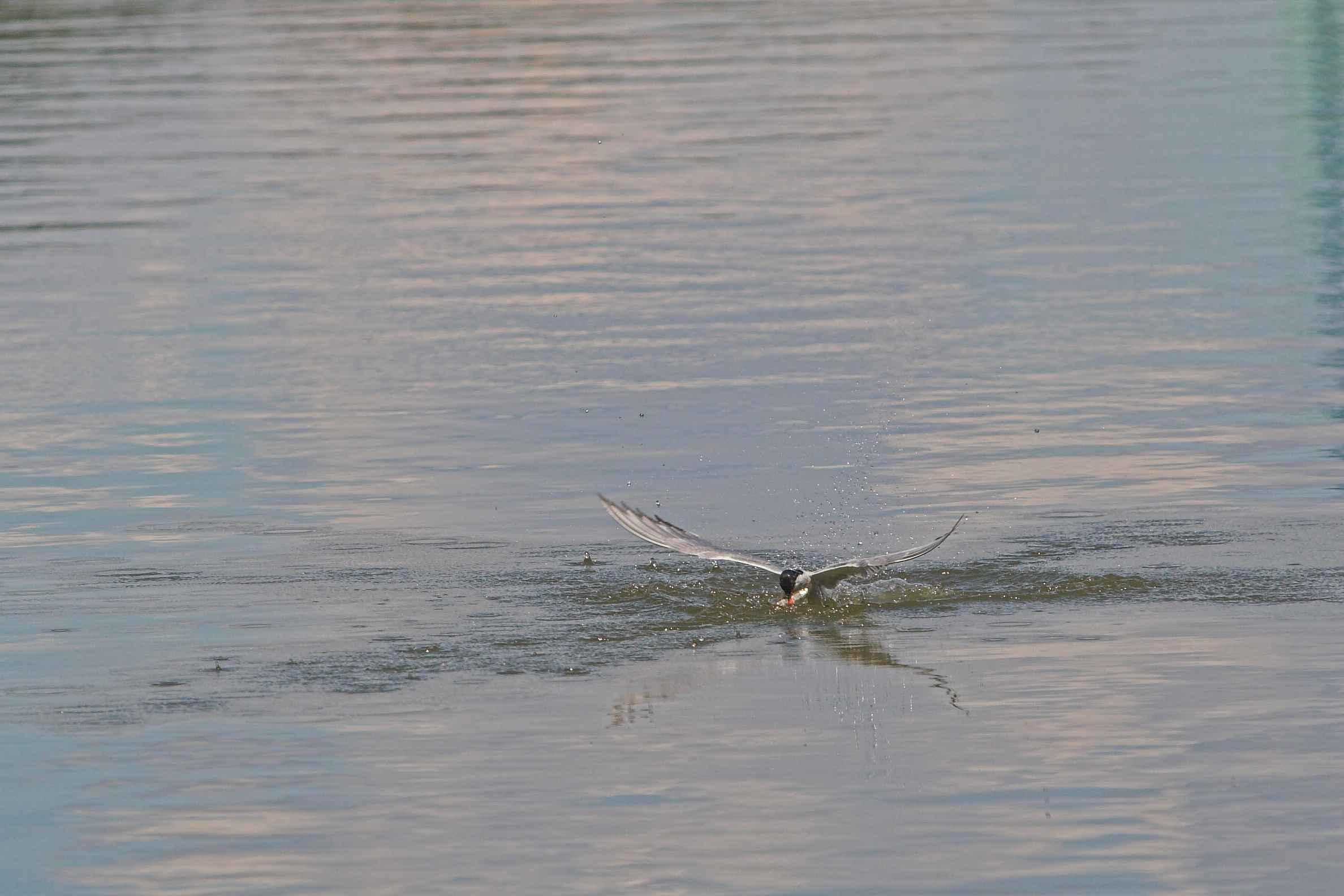
成功捕食

## 外部連結
- 普通燕鷗影片 （页面存档备份，存于）
- 普通燕鷗－「Sterna hirundo」
- 普通燕鷗資料及圖片 （页面存档备份，存于）
- 普通燕鷗外型 （页面存档备份，存于）